# Озёрный осётр
Озёрный осётр
(лат. Acipenser fulvescens) — крупная рыба семейства осетровых.
Максимальная длина тела — 274 см, а масса — 125 кг. Максимальная продолжительность жизни — 152 года.
Спина и бока туловища черно-серые или оливково—коричневые, брюхо белое или желтоватое.
Созревает в 15-25 лет. Встречается в бассейне рек Миссисипи, Святого Лаврентия и Саскачеван, а также в озере Виннипег и Великих озёрах. Интродуцирован в ряд более мелких озёр Северной Америки — Мендота, Монона, Вингра, Большой Кедр и др. У самок массой от 5 до 51 кг плодовитость колеблется в широких пределах — от 50 тыс. до 667 тыс. икринок. Пищу его составляют мелкие донные организмы — моллюски, личинки насекомых, пиявки, амфиподы и другие беспозвоночные, реже рыба.